# Walter Afanasieff
Walter Afanasieff (São Paulo, 1958. február 10. –) orosz származású kétszeres  Grammy-díjas amerikai-brazil zeneszerző és producer. Ő volt a Titanic című 1997-es film híres betétdala, a My Heart Will Go On társproducere is, amiért 1999-ben elnyerte a Grammy-díj az év felvételéért díjat. 2000-ben szintén Grammy-díjat nyert, az év nemklasszikus zenei producere kategóriában.
Hosszú ideig együttműködött Mariah Careyvel, akinek 1990-ig volt társproducere, emellett együtt dolgozott többek közt a következő előadókkal is: Christina Aguilera, Marc Anthony, Babyface, Andrea Bocelli, Michael Bolton, Toni Braxton, Céline Dion, a Destiny’s Child, Lara Fabian, Whitney Houston, Kenny G, Leona Lewis, Ricky Martin, Mika, Lionel Richie, Barbra Streisand, Thalía és Luther Vandross.

## Pályafutása
Vlagyimir Nyikityics Afanaszjev (Владимир Никитич Афанасьев) néven született orosz szülők gyermekeként, apja, Nyikita Leningrádból, anyja, Tatjána a kínai Harbinból származik. Szülei az 1950-es évek elején ismerkedtek meg, Brazíliában. Afanasieff az iskolát már Amerikában kezdte.
Pályafutása dzsessz-zenészként indult az 1980-as években, Jean-Luc Ponty fúziós dzsessz-zenész billentyűse volt, később pedig megalapította a The Warriorst Ponty egy másik zenészével, Joaquin Lievano gitárossal és az 1980-as évek egyik vezető producer-dalszerzőjével, Narada Michael Walden dobossal. Ezek az élmények adták meg neki a hátteret és önbizalmat, hogy aktív szerepet vállaljon producerként.
Walden állást adott Afanasieffnek producerként és számos zenei projektjén alkalmazta billentyűsként, köztük Whitney Houston első, Whitney Houston című albumán, amely 1985-ben jelent meg és nagy sikert aratott. Afanasieff és mentora, Walden ebben az időben kezdtek el popdalokat írni együtt. Első jelentősebb daluk A magányos ügynök című James Bond-film főcímdala, a Licence to Kill volt, melyet Gladys Knight énekelt.
Afanasieff egyik legnagyobb slágere producerként Céline Dion dala, a My Heart Will Go On, az 1997-ben bemutatott, rendkívül sikeres Titanic betétdala volt. Ez lett 1998 legmagasabb példányszámban elkelt kislemeze az egész világon. Emellett ő volt a producere több sikeres Disney-rajzfilm betétdalának, köztük Szépség és a szörnyeteg főcímdalának Celine Dion és Peabo Bryson előadásában, az Aladdin egyik betétdalának (A Whole New World/Egy új érzés), A Notre Dame-i toronyőr Someday című dalának és a Herkules Michael Bolton áldal előadott Go the Distance című, Oscar-díjra jelölt dalának. Legtöbb dalában ő maga is zenél, főleg billentyűn, szintetizátoron vagy dobgépen.
Pályafutásának egy jelentős részében együttműködött Mariah Careyvel. Az énekesnő több albumán (Mariah Carey, Emotions, MTV Unplugged, Music Box, Merry Christmas, Daydream, Butterfly) dolgozott, olyan sikeres dalok társszerzőjeként és társproducereként, mint a Billboard Hot 100-listavezető és az énekesnő egyik legismertebb dalának számító Hero (1993) vagy a Billboard Hot 100 listát leghosszabb ideig, tizenhat hétig vezető One Sweet Day (1995). Az első album, amelyen nem dolgoztak együtt, az 1999-ben megjelent Rainbow volt, ez után már csak egy 2001-ben, a Glitter albumon szereplő dalt, a Lead the Wayt írták közösen. 2012 júniusában Afanasieff lánya, Isabella azt állította, apja újra Mariah-val dolgozik, az énekesnő következő, Me. I Am Mariah… The Elusive Chanteuse című albumán azonban nem szerepelt közös dal.
2014-ben Afanasieff a tehetségkutató és a zenei karrierre készülőket mentoráló Isina zeneszerzői-produceri részlegének a vezetője lett. 2015-ben a Nagyszínpad (Главная сцена) című orosz tévéműsorban lett az egyik mentor.

## Díjak
- 1999 Grammy-díj az év felvételéért (My Heart Will Go On)
- 2000 Grammy-díj az év nemklasszikus producerének